# ویکتور کلیموف
ویکتور کلیموف (انگلیسی: Viktor Klimov؛ زادهٔ ۱۰ دسامبر ۱۹۶۴) دوچرخه‌سوار اهل اتحاد جماهیر شوروی سوسیالیستی است.